# Villodre
Villodre és un municipi de la província de Palència a la comunitat autònoma de Castella i Lleó, situat entre Melgar de Yuso i Astudillo.

## Demografia
| Any  | Homes | Dones | Total |
| ---- | ----- | ----- | ----- |
| 1991 |       |       | 52    |
| 1996 | 30    | 20    | 50    |
| 1999 | 28    | 20    | 48    |
| 2000 | 27    | 19    | 46    |
| 2001 | 27    | 18    | 45    |
| 2002 | 27    | 15    | 42    |
| 2003 | 26    | 13    | 39    |
| 2004 | 24    | 12    | 36    |
| 2005 | 24    | 11    | 35    |